# Camí del Solà (Hortoneda)
El Camí del Solà és un camí agrícola del poble d'Hortoneda, a l'antic terme d'Hortoneda de la Conca, actualment pertanyent a Conca de Dalt, al Pallars Jussà.
Arrenca del mateix poble d'Hortoneda, d'una cruïlla de carrers entre la Casa del Mestre i l'Era del Mestre, des d'on marxa cap a l'oest-noes-oest fins que, en arribar al nord dels Horts de la Font del Cabrer trenca cap al nord-est. Tot seguit arriba als Serrats, on torna a girar, ara cap a llevant. Ressegueix per damunt, sud, l'Horta d'Hortoneda i, en arribar a la vertical del poble torna a tòrcer, ara cap al nord, per tal d'arribar al Solà d'Hortoneda.